# Biomutant
Biomutant é um RPG eletrônico de ação desenvolvido pela desenvolvedora sueca Experiment 101 e publicado pela THQ Nordic em 25 de maio de 2021 para PlayStation 4, Windows e Xbox One. Versões do jogo para PlayStation 5 e Xbox Series X/S foram lançadas em 6 de setembro de 2022, e para Nintendo Switch em 14 de maio de 2024. O jogo recebeu análises mistas da crítica especializada e vendeu 1 milhão de cópias até agosto de 2021.

## Jogabilidade
Biomutant é um jogo de RPG de ação ambientado em um mundo aberto e jogado em perspectiva de terceira pessoa. Nele, o jogador assume o controle de um animal guerreiro em um mundo repleto de animais mutantes. O jogador pode personalizar o seu personagem, incluindo sua altura, formato do corpo, pelagem, presas e muitos outros atributos que afetam diretamente as estatísticas do personagem jogável. O protagonista pode se esquivar para a esquerda, direita e para trás, além de pular. O sistema de combate combina ataques corpo a corpo com tiros de longo alcance. O jogador coleta peças ao longo do jogo e pode combiná-las para criar uma arma, com cada parte tendo o seu próprio efeito nas estatísticas do produto final.
Além de aumentar o nível do personagem jogável, o jogador pode usar pontos recebidos desta forma para fortalecer seus atributos ou desbloquear novas combinações de ataques. Outra maneira de aprender novos movimentos é interagindo com personagens específicos em cada área. A maioria dos movimentos é baseada em armas, que podem ser criadas usando o sistema de criação de armas do jogo. A história é baseada em missões e as linhas de missão são centradas nos personagens. Certos personagens fornecerão ao jogador linhas de missão que se relacionam à sua área. Quanto mais o jogador interage com esse personagem, mais ampla se torna a trama dessa área específica.
Ao longo do jogo, os jogadores podem alterar suas habilidades e aparência por meio de mutações, além de aplicar melhorias ao seu companheiro robótico, que pode ser usado para obter várias vantagens contra inimigos específicos ou em locais específicos. Para alcançar áreas específicas, o jogador deve equipar equipamentos adequados para a região ou obter veículos específicos, como um balão ou jet skis. Dessa forma, o jogador pode superar obstáculos introduzidos pelo ambiente, como a disponibilidade limitada de oxigênio na Zona Morta - usando uma máscara de gás ou um recipiente de oxigênio, o jogador pode se aventurar mais profundamente na área e explorar novos lugares que não podem ser alcançados sem precauções, enquanto uma parte ainda maior da área pode ser acessada obtendo um robô. O mundo do jogo inclui um sistema climático dinâmico e um ciclo dia-noite, que afetam a jogabilidade e o comportamento dos inimigos.
Biomutant também contém um sistema de Karma para interações com personagens não jogáveis e um sistema de aliança para influenciar guerras tribais no jogo. Dependendo das ações, interações e decisões tomadas pelo jogador ao longo do jogo, as atitudes dos personagens podem mudar, o que afeta a continuação da história, já que diálogos e linhas de missão serão alterados. A história é totalmente narrada, embora o nível de narração diminua à medida que o tempo de jogo aumenta. Os jogadores também podem ajustar manualmente a frequência da narração.

## Enredo
Biomutant tem tramas ramificadas onde as decisões tomadas pelo jogador decidirão como a história continuará. O enredo principal gira em torno da "Árvore da Vida", que é atingida por um desastre natural e se torna poluída por óleo venenoso do subsolo. As cinco raízes da Árvore, por meio das quais ela dá vida ao mundo inteiro, são ameaçadas por cinco criaturas que começam a roê-las lentamente, ameaçando matar a Árvore antes que ela possa se curar. A situação se complica ainda mais com seis tribos, cada uma separada de seu enclave original. Três delas querem curar a Árvore da Vida e restaurar o equilíbrio natural do mundo, enquanto as outras três veem uma oportunidade de expandir seu território e poder.
Cada tribo pode ser influenciada pelo sistema de Karma. O jogador pode se aliar a uma tribo e eliminar outras tribos para aumentar o poder da tribo aliada no mundo, embora o jogador possa decidir o destino da Árvore da Vida sem precisar eliminar nenhuma das tribos, se assim desejar.

## Desenvolvimento e lançamento
Biomutant é o primeiro jogo do estúdio Experiment 101, criado em 2015 por ex-funcionários da Avalanche Studios. Depois de trabalhar na série Just Cause por muitos anos, os fundadores do estúdio queriam voltar aos fundamentos do desenvolvimento de jogos eletrônicos e criar um jogo que fosse "divertido no bom sentido". A Experiment 101 tem uma organização horizontal e contava com 18 funcionários em agosto de 2018. O desenvolvimento de Biomutant foi iniciado logo após a fundação da empresa.
Em 19 de agosto de 2017, um anúncio na revista alemã de jogos GamesMarkt revelou a existência do jogo, denominando-o como uma "fábula pós-apocalíptica de kung-fu", antes de ser oficialmente anunciado em 21 de agosto. O jogo pôde ser jogado no final daquela semana na feira alemã Gamescom. Em uma entrevista publicada no dia seguinte ao anúncio do jogo, o chefe de estúdio da Experiment 101, Stefan Ljungqvist, disse que o jogo já estava com o conteúdo completo. Ele mencionou que uma das coisas mais difíceis para a equipe de desenvolvimento foi equilibrar o sistema de combate para "combinar tiro, ataques corpo a corpo e habilidades de uma forma bastante intuitiva". O motor de jogo Unreal Engine 4 é usado para o jogo.
Em 26 de janeiro de 2021, foi anunciado que o jogo seria lançado para Windows, PlayStation 4 e Xbox One em 25 de maio de 2021. As versões para PlayStation 5 e Xbox Series X/S foram lançadas em 6 de setembro de 2022. Uma versão para Nintendo Switch estava inicialmente programada para ser lançada em 30 de novembro de 2023, mas foi adiada. No final de fevereiro de 2024, as empresas anunciaram que a versão para Switch seria lançada em 14 de maio de 2024.

## Recepção
Biomutant recebeu análises "mistas ou medianas" de suas versões para Windows, PlayStation 4, Xbox One, PlayStation 5 e Nintendo Switch e análises "geralmente positivas" de sua versão para Xbox Series X/S de acordo com o agregador de críticas Metacritic.
Luke Reilly, da IGN, atribuiu ao jogo uma nota de 6/10, escrevendo: "Biomutant tem muitos dos elementos básicos de um RPG de ação de primeira linha, mas sua abordagem padronizada de objetivos e quebra-cabeças começa a parecer muito repetitiva logo no início." Em uma análise majoritariamente negativa do jogo, Michael Goroff da Electronic Gaming Monthly afirmou que Biomutant tenta "ser muitas coisas", com mecânicas de RPG "desajeitadas e irregulares", história "pouco desenvolvida" e uma "série de escolhas de design incompreensíveis e de execução questionável." Apesar disso, o jornalista concedeu que o jogo "pode ser divertido quando você combina habilidades sobrenaturais e armas caseiras para derrotar um grupo de inimigos."

### Vendas
No Japão, a versão para PlayStation 4 de Biomutant foi o segundo jogo mais vendido no varejo durante a primeira semana de lançamento, com 24.596 unidades físicas vendidas. O jogo recuperou os custos de produção em uma semana de vendas e, até 18 de agosto de 2021, já havia vendido mais de 1 milhão de unidades.
Em maio de 2024, a THQ Nordic anunciou que a versão de Biomutant para o Nintendo Switch havia vendido 20 vezes mais unidades no Japão do que o esperado pela produtora, tanto em vendas digitais quando pelo varejo.